# Miss Haïti

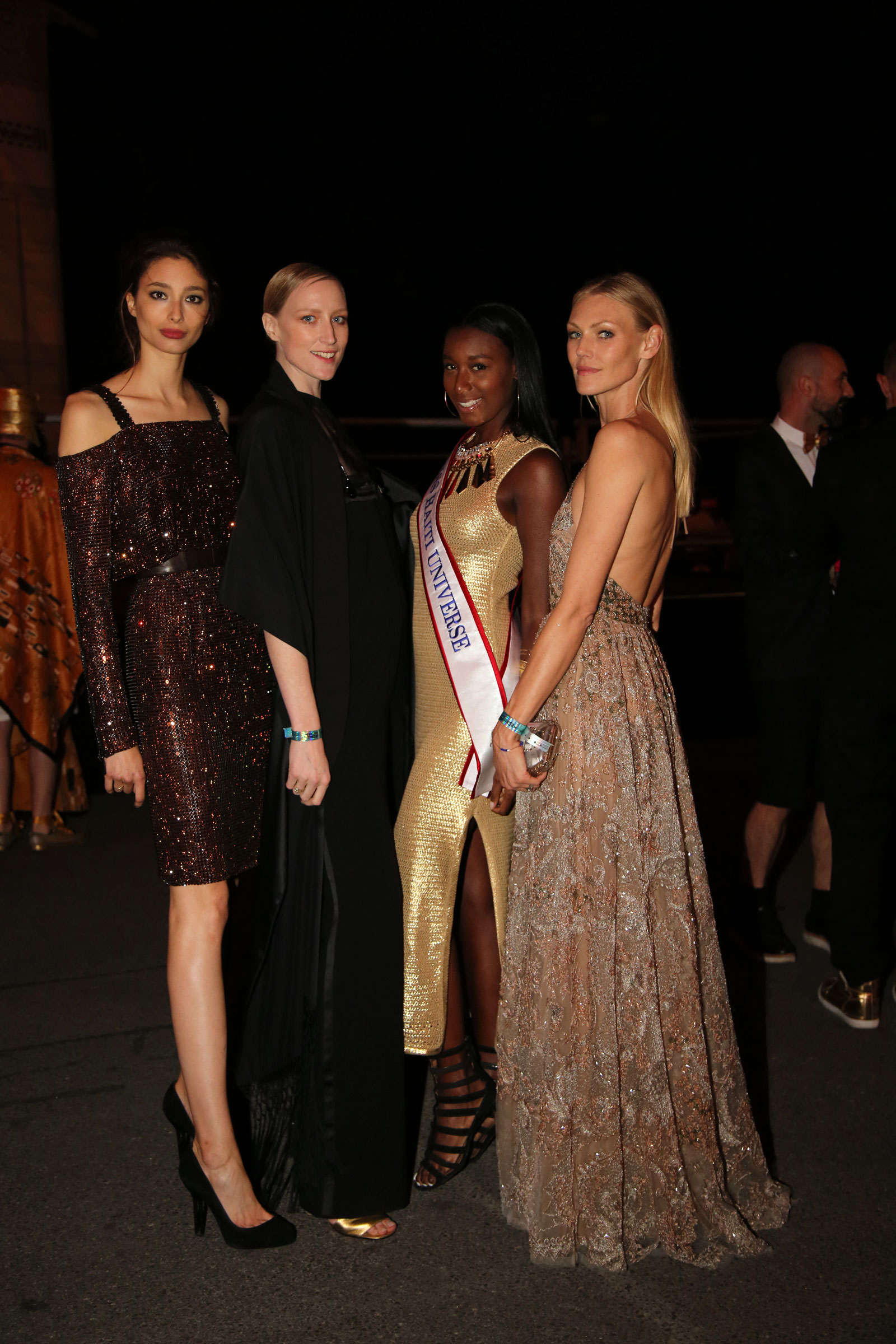
Miss Haïti Univers, Christie Désir, au Life Ball de Vienne en 2015

Miss Haïti est un concours national de beauté féminine, destiné aux jeunes femmes habitantes et de nationalité haïtienne.
La sélection permet de représenter le pays au concours de Miss Univers.
Au début, Miss Haiti Organization était l'unique détentrice des franchises permettant la sélection des candidates aux concours de beauté majeurs ( Miss Univers, Miss Monde , Miss International).
Depuis 2018,la franchise de Miss Monde est detenue par l'organisation Miss World Haiti,ayant pour mission de sélectionner la representante d'Haiti a Miss Monde.
En 2022,l'annonce a ete faite que l'organisation Miss Haiti International detient la franchise pour la selection des candidates a Miss International.
Les ambassadrices haitiennes au concours Miss Supranational sont selectionnees par l'organisation Miss Supranational Haiti tandis que les franchises de Miss Terre et Miss Grand International sont detenues par l'organisation : Miss Haiti Caraibes.

## Lauréates

### Miss Univers Haïti
| Année | Nom                     | Ville représentée | Classement à Miss Univers | Commentaire                       |
| ----- | ----------------------- | ----------------- | ------------------------- | --------------------------------- |
| 1960  | Claudinette Fourchard   | Port-au-Prince    | Ne participe pas          |                                   |
| 1962  | Evelyn Miot             | Port-au-Prince    | Top 15                    |                                   |
| 1968  | Claudie Paquin          | Port-au-Prince    |                           |                                   |
| 1975  | Gerthie David           | Port-au-Prince    | Classée 2e                | 1re dauphine de Miss Univers 1975 |
| 1977  | Françoise Elie          | Port-au-Prince    |                           |                                   |
| 1985  | Arielle Jeanty          | Port-au-Prince    |                           |                                   |
| 1989  | Glaphyra Jean-Louis     | Port-au-Prince    |                           |                                   |
| 2010  | Sarodj Bertin           | Port-au-Prince    |                           |                                   |
| 2011  | Anedie Azael            | Port-au-Prince    |                           |                                   |
| 2012  | Christela Jacques       | Pétionville       |                           |                                   |
| 2013  | Mondiana Pierre         | Port-au-Prince    |                           |                                   |
| 2014  | Christie Désir          | Port-au-Prince    |                           |                                   |
| 2015  | Lisa Drouillard         | Port-au-Prince    |                           |                                   |
| 2016  | Raquel Pélissier        | Port-au-Prince    | Classée 2e                | 1re dauphine de Miss Univers 2016 |
| 2017  | Cassandra Chéry         | Port-au-Prince    |                           |                                   |
| 2018  | Samantha Colas          | Port-au-Prince    |                           |                                   |
| 2019  | Gabriela Clesca Vallejo |                   |                           |                                   |
| 2020  | Eden Berandoive         | Aquin             |                           |                                   |
| 2021  | Pascale Bélony          | Cap-Haitien       |                           |                                   |
| 2022  | Mideline Phelizor       | Port-au-Prince    | Top 16                    |                                   |

### Miss Monde Haïti
| Annee | Nom de la laureate   | Ville representee | Classement a Miss Monde | Commentaire                      |
| 1975  | Joelle Apollon       | Port-au-Prince    | Classee 5e              | 5eme Dauphine de Miss Monde 1975 |
| 2013  | Ketsia Lioudy Iciena | Cap-Haitien       |                         |                                  |
| 2014  | Carolyn Desert       | Port-au-Prince    |                         | Top model (Top 20)               |
| 2015  | Seydina Allen        | Port-au-Prince    |                         |                                  |
| 2016  | Suzana Sampeur       | Port-au-Prince    |                         |                                  |
| 2018  | Stephie Morency      | Port-au-Prince    |                         |                                  |
| 2019  | Alysha Morency       | Port-au-Prince    |                         |                                  |
| 2021  | Erlande Berger       | Port-au-Prince    |                         |                                  |